# Davide Perez

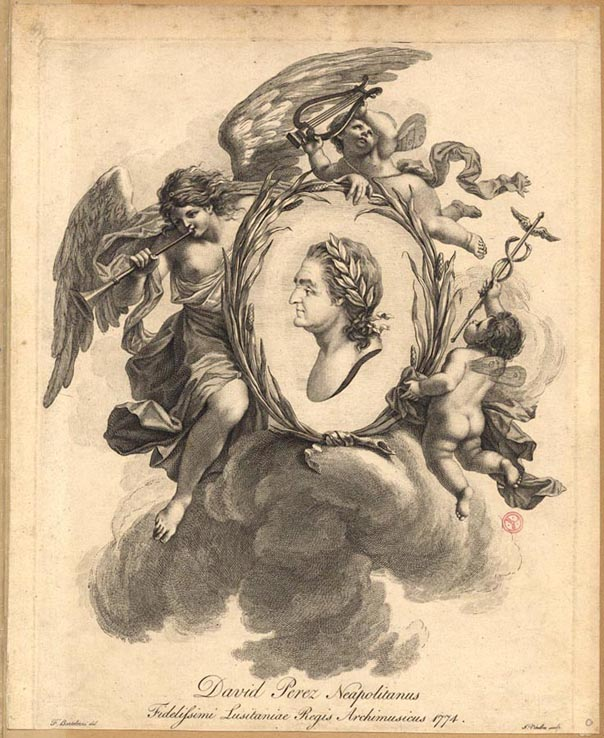
Davide Perez. Kupferstich von J. Vitalba nach einer Zeichnung von Francesco Bartolozzi, 1774–1780?

David(e) Perez (auch: Pérez, * 1711 in Neapel; † 30. Oktober 1778 in Lissabon) war ein italienischer Opernkomponist, ein Vertreter der sogenannten Neapolitanischen Schule. Einen großen Teil seines Lebens wirkte er als Kapellmeister und Lehrer in Lissabon.

## Leben
Der Sohn neapolitanischer Eltern – gelegentlich zu findende Hinweise auf eine spanische Herkunft sind falsch – trat im Alter von elf Jahren in das Conservatorio di Santa Maria di Loreto ein, wo er bis 1733 als Meisterschüler blieb. Seine Lehrer waren Francesco Mancini (Kontrapunkt), Giovanni Veneziano (Gesang und Klavier) und Francesco Barbella (Violine).
Unmittelbar nach Abschluss seiner Ausbildung trat er in die Dienste von Diego Naselli, dem sizilianischen Prinzen von Aragon und begann eine Laufbahn als Theaterkomponist, bei der er sich schnell einen guten Ruf aufbaute. Bereits 1735 erhielt er einen Auftrag für das Teatro San Bartolomeo in Neapel und komponierte seine Oper La nemica amante, die dort am 4. November 1735 und zuvor anlässlich des Geburtstags des Königs im Palazzo Reale erfolgreich aufgeführt wurde. Anschließend wurde er zum Vizekapellmeister der königlichen Cappella Palatina in Palermo ernannt. In dieser Position schrieb er unter anderem die Serenaten Il Trionfo di Venere zur Hochzeitsfeier des Königspaares 1738 und L’Atlanta zum Geburtstag der Königin 1739.
1740 kehrte er für kurze Zeit nach Neapel zurück, wo er die Komischen Opern L’amor pittore und I travestimenti amorosi und die Auftragsoper Siroe, re di Persia schrieb. Anschließend wurde erster Kapellmeister der königlichen Kapelle in Palermo. In dieser Zeit entstanden seine Opern L’eroismo di Scipione (1741), Medea (1744) und Demetrio (1746). Im Herbst 1748 verließ er Palermo mit einer offiziellen Urlaubsgenehmigung unter Beibehaltung seines halben Gehalts. Er kehrte mit seinem Gönner Diego Naselli nach Neapel zurück, wo der Demetrio unter dem Pseudonym „Egidio Lasnel“ im Teatro San Carlo aufgeführt wurde. Hier komponierte er im folgenden Jahr die Oper Artaserse. Seine bereits 1744 entstandene Oper Alessandro nelle Indie wurde am 4. November 1749 in einer Inszenierung des Theaterarchitekten Vincenzo Re aufgeführt. Ende 1749 ging er mit Empfehlung der Prinzessin di Belmonte an den Librettisten Pietro Metastasio nach Wien, kehrte aber bereits 1750 wieder nach Italien zurück. Dort entstanden seine Opern Semiramide riconosciuta und Farnace für Rom, sowie 1751 Didone abbandonata für Genua und Zenobia für Mailand.
1752 erhielt Perez eine Einladung des portugiesischen Königs Joseph I. nach Lissabon, wo er bis zu seinem Lebensende als „Cavaliere dell’ Ordine di Cristo“, Kapellmeister und Lehrer der Prinzessinnen wirkte. Zu Beginn seiner Tätigkeit in Portugal entstanden seine Opern Demofoonte und Adriano in Siria. Außerdem gab es eine Aufführung des Siroe mit dem Soprankastraten Gizziello und dem Tenor Anton Raaff. Perez hatte entscheidenden Einfluss auf die Entwicklung der portugiesische Oper und Kirchenmusik und etablierte die Neapolitanische Schule in Portugal. Neben den bereits genannten Opern komponierte er viele weitere Werke für die Theater der Stadt sowie Lucio Vero für Verona (1754) und Ezio für London (1755). Am 31. März 1755 wurde das Teatro dos Pacos da Ribeira (die Ópera do Tejo) mit einer Neufassung des Alessandro eröffnet. In dieser Aufführung, über die der zeitgenössische Musikhistoriker Charles Burney berichtete, wirkten der Soprankastrat Caffarelli und der Tenor Gregorio Babbi mit. Nach dem Erdbeben von Lissabon am 1. November 1755 war Perez gezwungen, seine Tätigkeit als Opernkomponist einzuschränken und konzentrierte sich daher mehr auf die Kirchenmusik. Außerdem komponierte er mehrere Kantaten und Serenaten für die königliche Familie.
Im Alter erblindete er, konnte jedoch weiter komponieren. Als er 1778 starb, war er wohlhabend und hoch geehrt. Sein Nachfolger als erster Kapellmeister und Lehrer wurde João de Sousa Carvalho. Zu seinen Gesangsschülern zählte die später als „La Todi“ bekannte Luísa Rosa de Aguiar.
Der Musikwissenschaftler Hermann Kretzschmar stellte Perez in seiner Geschichte der Oper von 1919 auf eine Stufe mit Domènech Terradellas, Gian Francesco de Majo, Niccolò Jommelli und Tommaso Traetta. Den Solimano hielt er für ein Meisterwerk an „Reichtum der Erfindung und der Empfindung, Ursprünglichkeit der Mittel und der Gestaltung“. Er fasste seine Bewunderung folgendermaßen zusammen: „Wären alle Opernkomponisten der neapolitanischen Schule vom Schlage dieses einen gewesen, dann hätte es keinen Gluck gebraucht.“

## Werke

### Bühnenwerke
- La nemica amante (Textdichter unbekannt), dramma per musica (4. November 1735, Neapel, Palazzo Reale und Teatro San Bartolomeo)
- Il trionfo di Venere, Serenata (1738, Palermo)
- L’Atlanta, Serenata (1739, Palermo)
- I travestimenti amorosi (Antonio Polomba), commedia per musica in zwei Akten (10. Juli 1740, Neapel, Palazzo Reale)
- L’amor pittore (Nicola Giuvo), componimento drammatico civile (24. Juli 1740, Neapel, Palazzo Reale)
- Siroe, re di Persia (Pietro Metastasio), dramma per musica (4. November 1740, Neapel, Teatro San Carlo; 1752, Lissabon, Teatro di Corte)
- L’eroismo di Scipione (1741, Palermo)
- Demetrio (Pietro Metastasio), dramma per musica (erste Fassung 30. Juni 1741, Palermo; zweite Fassung Januar 1765, Lissabon, Teatro de Salvaterra)
- Astartea (1743, Palermo)
- Leucippo (Giovanni Claudio Pasquini), favola pastorale (1744 Palermo, Teatro di Santa Cecilia)
- Medea (1744, Palermo)
- Alessandro nelle Indie (Pietro Metastasio), dramma per musica (erste Fassung Januar 1744, Genua, Teatro Falcone; zweite Fassung 31. März 1755, Lissabon, Ópera do Tejo)
- Merope (Apostolo Zeno; Karneval 1744, Genua, Teatro Falcone)
- L’errore amoroso (Antonio Palomba), commedia per musica (Karneval 1745, Palermo, Teatro di Santa Cecilia)
- L’isola incantata (1746, Palermo)
- L’amor fra congionti, commedia per musica (Karneval 1746, Palermo, Teatro di Santa Cecilia)
- L’Artaserse (Pietro Metastasio), dramma per musica (29. September 1748, Florenz, Teatro della Pergola)
- La clemenza di Tito (Pietro Metastasio), dramma per musica (1749, Neapel, Teatro San Carlo)
- La Semiramide riconosciuta (Pietro Metastasio), dramma per musica (3. Februar 1749, Rom, Teatro delle Dame)
- Andromaca (1750, Wien, Hoftheater)
- Vologeso (Apostolo Zeno; 1750, Wien, Hoftheater); revidiert als Lucio Vero (1754, Verona); revidiert als La Berenice (Karneval 1762, Verona)
- Didone abbandonata (Pietro Metastasio), dramma per musica (1751, Genua)
- Ezio (Pietro Metastasio), dramma per musica (Karneval 1751, Mailand, Teatro Regio Ducale)
- Farnace (Apostolo Zeno, nach Antonio Maria Lucchini?), dramma per musica (Karneval 1751, Turin, Teatro Regio)
- Zenobia (Pietro Metastasio), dramma per musica (15. September 1751, Mailand, Teatro Regio Ducale)
- Il Demofoonte (Pietro Metastasio), dramma per musica (1752, Lissabon, Teatro di Corte)
- L’olimpiade (Pietro Metastasio), dramma per musica (April 1754, Lissabon, Teatro di Corte)
- L’eroe cinese (Pietro Metastasio), dramma per musica (6. Juni 1753, Lissabon, Teatro di Corte)
- Adriano in Siria (Pietro Metastasio), dramma per musica (Karneval 1754, Lissabon, Teatro de Salvaterra)
- L’Ipermestra (Pietro Metastasio), dramma per musica (31. März 1754, Lissabon, Teatro di Corte)
- Il re pastore (Pietro Metastasio), dramma per musica (April 1756, Cremona, Nuovo Teatro)
- Solimano (Giovanni Ambrogio Migliavacca), dramma per musica (Karneval 1757, Lissabon, Teatro de Salvaterra)
- Enea in Italia (1759, Lissabon, Salvaterra)
- Arminio (nach Antonio Salvi), Pasticcio (1760, London, King’s Theatre am Haymarket)
- La vera felicità (Mariano Bergonzoni Mortelli), componimento drammatico in zwei Akten (1761, Lissabon, Palazzo Queluz)
- La Berenice (Karneval 1762, Verona, Teatro Filarmonico)
- Giulio Cesare (1762, Lissabon)
- L’isola disabitata (Pietro Metastasio), componimento drammatico in einem Akt (1767, Lissabon, Palazzo Queluz)
- Le cinesi (Pietro Metastasio), componimento drammatico in einem Akt (1769, Lissabon)
- Creusa in Delfo (Gaetano Martinelli), dramma per musica in zwei Akten mit Chören und Tänzen (Januar 1774, Lissabon, Teatro de Salvaterra)
- Il ritorno di Ulisse in Itaca (Mariano Bergonzoni Mortelli), componimento drammatico in einem Akt (1774, Lissabon, Palazzo Queluz)
- L’eroe coronato (Gaetano Martinelli), Serenata in einem Akt (7. Juni 1775, Lissabon)
- La pace fra la virtù e la bellezza (Pietro Metastasio), componimento drammatico in einem Akt (17. Dezember 1777, Lissabon)

### Kirchenmusik
- La passione di Gesù Cristo (Palermo, 1742)
- Mattutino de’ Morti (London, 1774)
- Il Martirio di S. Bartolomeo, Oratorium in zwei Teilen (März 1779, Padua)
- einige Messen
- Mattutino del Ss. Natale
- Lamentazioni und Responsorij per i tre Uffizii delle Tembre
- Responsorij per la settimana Santa
- Victime paschalis
- Responsorij para la fiesta de Navidad
- zwei Salve regina
- Psalm Memento Domine
- Psalm In exitu Israel
- Psalm Nisi dominus
- Psalm Haec dies
- Psalm Haec dies
- Quoniam tu
- zwei Miserere
- drei Laudate pueri
- Libera
- Dixit
- Magnificat
- zwei Credo
- Et incarnatus
- Tenebrae factae sunt
- Motetti concertati

### Sonstige Werke
- Serenata (1733)
- L’Amor prigioniero, cantate profane
- mehrere Arien, Duette, Solfeggien
- Lehrwerke für Gesang und Generalbass

## Aufnahmen
- Mattutino de’ morti. Ghislieri Choir & Consort, Giulio Prandi, Roberta Invernizzi, Salvo Vitale. Sony International – Deutsche Harmonia Mundi 2014